# Rosseland (cráter)

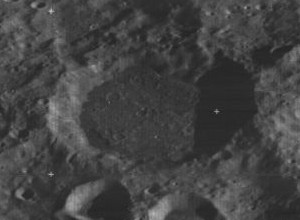
Vista oblicua desde el Lunar Orbiter 3, mirando al sur

Rosseland es una cráter de impacto perteneciente a la cara oculta de la Luna. Se encuentra a menos de un diámetro al noreste del cráter Carver, y aproximadamente a la misma distancia al oeste de Roche, de mayor tamaño. Al noroeste se halla el cráter Coblentz, más pequeño.
|  |

Esta formación se superpone al borde sur del cráter satélite más grande Rosseland V. El borde de Rosseland está desgastado y es desigual. El suelo interior es relativamente nivelado y posee algunas zonas de material de menor albedo en los bordes de la pared interior.